# Джон Форрест
Сер Джон Форрест, 1-й барон Форрест-Банбері (англ. Sir John Forres; 1847—1918) — австралійський мандрівник і державний діяч.

## Біографія
Народився у Банбері (Західна Австралія) 22 серпня 1847 року.
Працював топографом у колоніях Західної Австралії й у 1869 році здійснив свою першу велику подорож у складі експедиції, що була організована урядом Перту для пошуку слідів Людвіга Лейххардта.
Під час другої подорожі у 1870—1871 роках Форрест здійснив інструментальне знімання всього південно-західного узбережжя Австралії від Перту до Аделаїди.

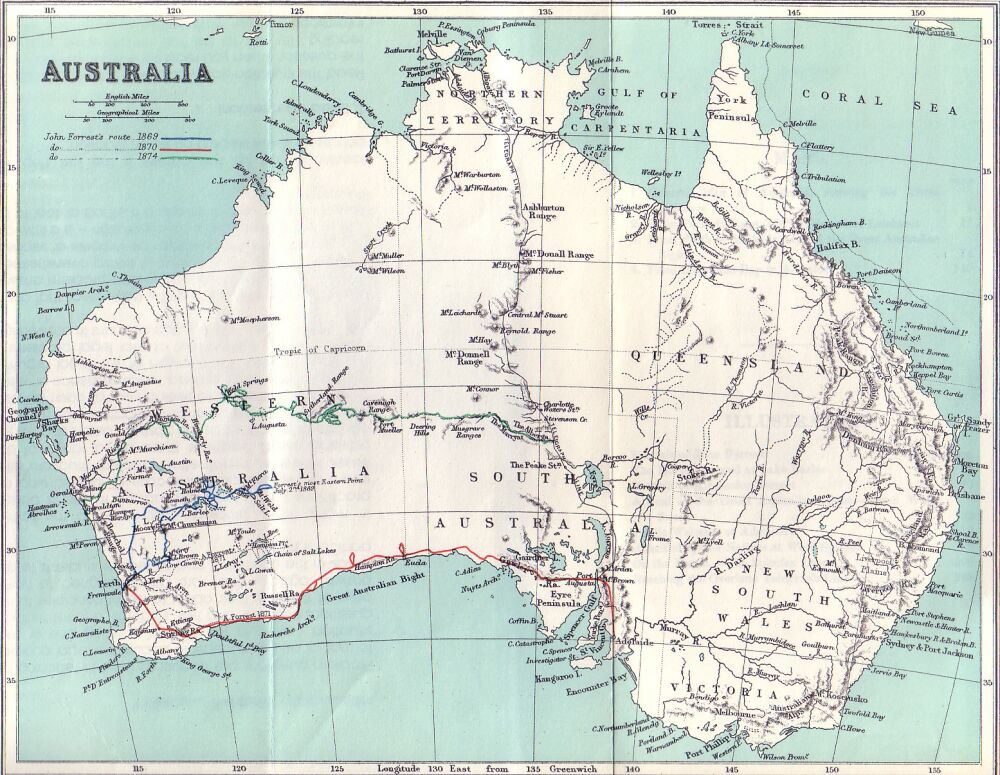
Маршрути експедицій Форреста

У квітні 1874 року він разом зі своїм молодшим братом Олександром Форрестом відправився від затоки Чемпіон на схід і, дотримуючись приблизно 25°—26° південної широти, досягнув хребта Масгрейв, який було описано. Наприкінці вересня брати Форрести вийшли до трансконтинентального телеграфу біля станції Піке. Під час цієї експедиції ним було пройдено вздовж умовну межу між пустелями Гібсона і Велика Вікторія.
Про свої подорожі Форрест написав такі праці:
- «Explorations in Australia, with an appendix on the condition of Western Australia». 1875 [Архівовано 24 вересня 2009 у Wayback Machine.]
- «Notes on the Western Australia». Vol. 1—3. 1883—1885

Наступні роки Форрест присвятив адміністративній та політичній діяльності: з 1890 до 1902 року був прем'єр-міністром Західної Австралії, у 1901 році нетривалий час був австралійським генерал-поштмейстером, у 1901—1903 роках обіймав посаду міністра оборони, протягом 1903—1904 років був міністром внутрішніх справ Австралії та у 1905—1909, 1913—1914 й 1917—1918 роках завідував державним казначейством. Крім того, з 1901 року і до самої своєї смерті він був членом австралійського парламенту.
Джон Форрест помер 3 серпня 1918 року біля узбережжя Сьєрра-Леоне, знаходячись на судні, що йшло з Австралії до Лондону. Похований у Банбері.